# Bassingruppe
Bassingruppe henviser til en af en gruppe på 9 uformelle underinddelinger af Månens geologiske periode Præ-Nectarian. Bassingrupperne 1-9 og den forudgående (ligeledes uformelle) kryptiske æra udgør tilsammen hele Præ-Nectarian-perioden.

## Definition
Baggrunden for at skabe underopdelingen i bassingrupper var at placere 30 nedslagsbassiner fra Præ-Nectarian i 9 aldersgrupper efter relativ alder. Den relative alder for det første bassin i hver gruppe er baseret på kratertæthed og superpositionsforhold, mens de øvre bassiner er indplaceret på grundlag af svagere argumenter. Bassingruppe 1 har ingen officiel alder for sin begyndelse, og grænsen mellem bassingruppe 9 og den efterfølgende Nectarian-periode er defineret ved dannelsen af Mare Nectaris-nedslagsbassinet.
Nectarisbassinet alder er noget omdiskuteret. Den mest citerede alder er 3,92 milliarder år og lidt mindre hyppigt 3,85 milliarder år. Men for ikke så længe siden er fremkommet en ny datering, ifølge hvilken det i virkeligheden kan være meget ældre, endog omkring 4,1 milliarder år. Opdelingen i bassingrupper bruges ikke på nogen af de geologiske månekort fra USAs geologiske undersøgelser.

## Forholdet til Jordens geologiske tidsaldre
Eftersom der findes meget lidt (eller intet) bevaret geologisk materiale på Jorden fra det tidsrum, som svarer til Månens Præ-Nectarian-periode, er den blevet brugt som inddeling af i det mindste et videnskabeligt værk om Jordens geologiske historie for at underopdele den uofficielle Hadal-æon. Det ses af og til, at Hadal opdeles i den Kryptiske æra, Bassingruppe 1-9, Nectarian og Nedre Imbrian, selv om de to første af disse opdelinger for Månens vedkommende er uformelle og sammen udgør Præ-Nectarian.
De første livsformer (selvreplicerende RNA-molekyler) kan have udviklet sig på Jorden under denne æra for omkring 4 milliarder år siden.